# قورباغه‌های نیزار
قورباغه‌های نیزار (نام علمی: Hyperolius) نام یک سرده از خانواده قورباغه‌های جگن است.